# Амі велика
Амі велика (Ámmi május) — одно- або дворічна трав'яниста рослина, вид роду Аммі (Ammi) родини окружкові (Apiaceae).
Ареал виду охоплює Південну і Південно-Східну Європу, Північну Африку, Близький і Середній Схід. Натуралізувався повсюдно.
Стебло голе, пряме, округле, борозенчасте, розгалужене, висотою до 50 см.
Листя двічі- або тричіперисто розсічені. Часточки листа широкі ланцетоподібні з зубчастим краєм.
Суцвіття — складні парасольки в поперечнику до 10 см, на довгих квітконосах. Квітки дрібні, пелюстки білі.
Плід — вислоплідник, розпадається на два, стиснутий з боків, голий, гладкий, довжиною близько 2,5 мм.
Цвіте з кінця червня — липня і до вересня. Плоди дозрівають у вересні.
В якості лікарської рослинної сировини використовують плід (Fructus Ammi majoris). Заготовляють в період масового дозрівання плодів на центральних парасольках. Рослини скошують, висушують, обмолочують, і сировину очищають від домішок.

Вся рослина містить фурокумарини (до 2,2%) (суміш трьох речовин — ізопімпінеліна, ксантотоксина і бергаптена. Токсичність аміфурина, що міститься в рослині, порівняно невелика.